# Osttimoresisch-türkische Beziehungen
Die osttimoresisch-türkischen Beziehungen beschreiben das zwischenstaatliche Verhältnis von Osttimor und der Türkei.

## Geschichte
Osttimor und die Türkei nahmen am 20. Mai 2002 diplomatische Beziehungen auf.
Die Türkei beteiligte sich mit Personal an der Übergangsverwaltung der Vereinten Nationen für Osttimor (UNTAET), der Unterstützungsmission der Vereinten Nationen in Osttimor (UNMISET) und der Integrierten Mission der Vereinten Nationen in Timor-Leste (UNMIT).
Im Mai 2018 besuchte eine Delegation des Außen- und des Bildungsministeriums Osttimors die Türkei unter Leitung des Diplomaten Isílio Coelho.
Die Türkei ist seit 2014 assoziiertes Mitglied der Gemeinschaft der Portugiesischsprachigen Länder (CPLP), bei der Osttimor Vollmitglied ist. Die Aufnahme der Türkei erfolgte am 23. Juli 2014 beim zehnten CPLP-Gipfel, der in Dili stattfand.

## Diplomatie

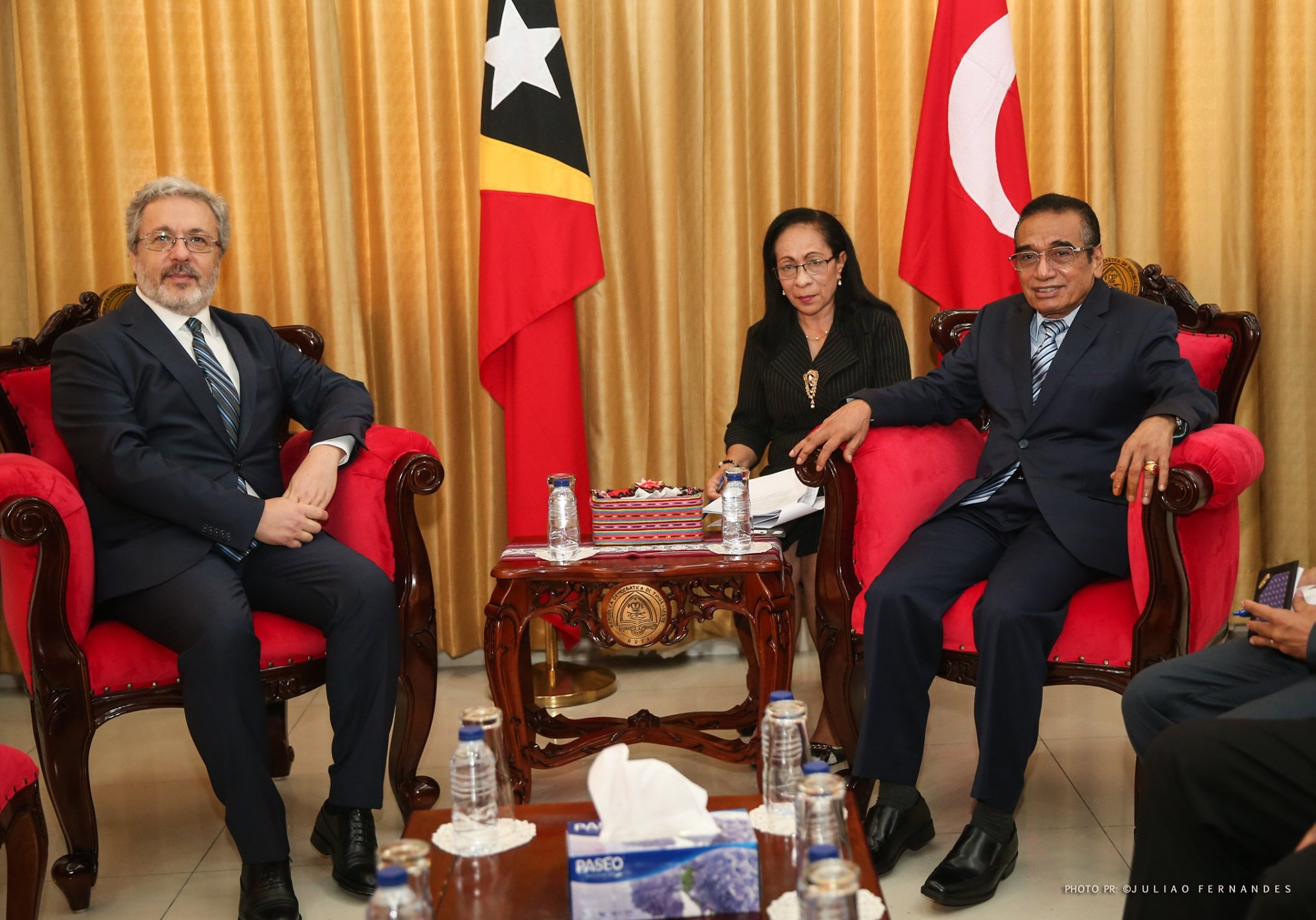
Botschafter Mahmud Erol Kılıç und Präsident Francisco Guterres (2020)

Die Türkei hat keine diplomatische Vertretung in Osttimor. Zuständig ist die türkische Botschaft im indonesischen Jakarta. 2003 übergab erstmals ein türkischer Botschafter seine Akkreditierung für Osttimor.
Osttimor wird in der Türkei durch die Honorarkonsule Mehmet Alp Delimollaoglu in Istanbul und Ecvet Sayer in Ankara vertreten.

## Wirtschaft
Für 2018 gibt das Statistische Amt Osttimors keine Handelsbeziehungen zwischen Osttimor und der Türkei an.

## Entwicklungshilfe
Über das Türkische Präsidium für Internationale Kooperation und Koordination (TIKA) wurden Osttimor zwei Traktoren und zehn Tonnen Mineraldünger zur Verfügung gestellt.

## Einreisebestimmungen
Osttimoresen können ein eVisa für die Türkei erhalten.